# Erebia bisocellata
Erebia bisocellata är en fjärilsart som beskrevs av Ruggero Verity 1953. Erebia bisocellata ingår i släktet Erebia och familjen praktfjärilar. Inga underarter finns listade i Catalogue of Life.